# Миелопероксидаза
Миелопероксидаза (англ. Myeloperoxidase, КФ 1.11.2.2) — это фермент лизосом нейтрофилов, относится к гем-содержащим белкам. Миелопероксидаза образует гипохлорит-анион, который, будучи сильным окислителем, обладает неспецифическим бактерицидным действием. Однако при многих воспалительных заболеваниях (фиброз, ревматоидный артрит) нейтрофильная миелопероксидаза способна вызвать повреждение ткани. Миелопероксидаза повышается в крови при воспалительном процессе в артериях, который часто вызывает разрушение жировых атеросклеротических отложений в стенке сосуда и последующий тромбоз. Поэтому миелопероксидаза является одним диагностических параметров риска инфаркта или инсульта.
Локализуется в азурофильных гранулах нейтрофилов.

## Реакция
В присутствии перекиси водорода миелопероксидаза окисляет анион хлора до гипохлорита, обладающего сильным антибактериальным действием за счёт вызываемого оксидативного стресса.
```
H
2
O
2
 + Cl
−
 → H
2
O + OCl
−
```